# Seres sin Mente
Los Seres sin Mente son monstruos ficticios que aparecen en los cómics estadounidenses publicados por Marvel Comics. Su primera aparición fue en Strange Tales # 127 (Dic 1964).
Son criaturas extradimensionales convocadas a través de la magia para cumplir las órdenes de otros, ya que carecen de voluntad propia. Ellos parecen tener una forma gruesa, más o menos humanoides de pie más alto que la mayoría de los hombres y una piel que parece estar hecha de roca. No tienen cara propiamente dicha salvo por un solo ojo que brilla intensamente. Tienen disposiciones salvajes e inteligencia mínima.

## Historia de publicación
Aparecieron por primera vez en Strange Tales # 127 (diciembre de 1964), y fueron creados por Stan Lee y Steve Ditko.
Los Seres sin Mente también han aparecido en Darkhawk # 19-20 (septiembre-octubre de 1992), Sonámbulo # 17 (octubre de 1992), Doctor Extraño, Hechicero Supremo # 82 (octubre de 1995), Marvel Boy Volumen 2, # 5-6 (diciembre de 2000, marzo de 2001), Los Cuatro Fantásticos # 70 (agosto de 2003), Amazing Spider-Man # 57- # 58 (noviembre de 2003), Amazing Spider-Man # 500 (diciembre de 2003), y Nextwave: Agentes de H.A.T.E. # 7-8 (noviembre de 2006), entre otros cómics.

## Biografía del personaje ficticio
Hace mucho tiempo, el mago Rey Olnar se sentó en el trono de la dimensión oscura. Él es visitado por Umar y Dormammu, hermanos de una raza de seres de energía mágica llamada la Faltine. Durante este tiempo, se funde Olnar, la casa dimensional de los seres sin mente a la dimensión oscura. Ellos rompen a lo largo de las tierras, matando a muchos, incluyendo a Olnar, y casi matando a los dos Faltine. Los hermanos crean una barrera para mantenerlos contenidos.
A partir de ese punto que se ven con mayor frecuencia en el servicio de Dormammu, que desarrolla una capacidad de controlar un poco sus acciones. También han sido utilizadas por otros como el Doctor Doom, el Dr. Midas (en las páginas de Marvel Boy) y un compañero llamado Rorkannu (en Nextwave: Agentes de H.A.T.E.).
Dr. Doom los usa después de obtener altos niveles de poder mágico a través de un acuerdo con las entidades demoníacas. Los Seres sin Mente se utilizan para batir a Ben Grimm, un miembro de los Cuatro Fantásticos, en una prueba de durabilidad de Grimm.

### Sonámbulos
Cuando Spider-Man es desterrado a la dimensión oscura por un lavado de cerebro Portal, es atacado por un grupo de seres sin mente. Para rescatar a él, Darkhawk y Sonámbulo combaten a la Hermandad de Mutantes Diabólicos y se rompe el control de Sauron sobre el Portal para que pudieran recuperar a Spider-Man. Una banda de Seres conscientes siguen a Spider-Man a través del portal que conduce de nuevo a la Tierra, pero los tres héroes vencer a los monstruos de ida y vuelta en coche a través de la puerta de enlace antes de que el Portal sella el camino.

### Amazing Spider-Man
En otro incidente separado, que invaden y destruyen gran parte de la ciudad de Nueva York, el famoso Times Square. Una fuerza que consta de Spider-Man, Doctor Strange, Cíclope, Thor, Iron Man, el Sr. Fantástico, Mujer Invisible y la Antorcha Humana ayudan a detenerlos, principalmente mediante la creación de barreras. Se puso de manifiesto que este es el primer caso de Spider-Man se ha encontrado con estas criaturas. Los seres sin mente son derrotados temporalmente cuando Sr. Fantástico crea una máquina que manipula sus energías mágicas, dibujo de vuelta a donde vinieron. Esto, lamentablemente, da como resultado el retorno temporal de Dormammu. Dr. Strange se enfrenta al malvado mago. Un golpe de una sola de ser sin sentido, envía a Spider-Man directamente a la extraña magia está utilizando, lo que resulta en un viaje de viaje en el tiempo. Spider-Man ve un futuro en el que los seres se han reducido a escombros de Times Square y mató a Ben Grimm y a Thor. Una futura Mary Jane Watson es perseguida por un lote de Seres sin mentes y a pesar a los esfuerzos de Spider-Man, es asesinada.
Además viaje en el tiempo permite que Spider-Man para evitar el uso de la máquina en el primer lugar. La magia de Doctor Strange es lo que hace desaparecer a los seres sin mente, dejando a Times Square dañado, pero aún en pie.
Alrededor de este tiempo, uno solo de ser sin mente aparece como un secuaz del villano Dr. Midas.

### NextWave
Rorkannu, que se parece físicamente a Dormammu y afirma ser señor de la Dimensión Dank, se dice para controlar un grupo de seres sin mente. Al salir de un portal en un baño público, que alboroto a través de un pequeño pueblo de Colorado, matando a todos los que ven, a continuación, que llevaba su ropa y comportarse como ellos.
El grupo conocido como Nextwave mata a los seres sin mente. Rorkannu, en un monólogo, revela que está convocando el ejército porque siente su falta de características distintivas y temperamentos similares los hacen adecuados para reemplazar a la raza humana. Su guarida es descubierto por el héroe conocido como el Capitán. Su círculo de invocación se destruye. Rorkannu mismo está severamente golpeado y dejado a un destino incierto.

### Cable y Deadpool
Los seres sin mente aparecieron en un tema de Cable y Deadpool en el que Deadpool y Bob, Agente de HYDRA, ellos se encuentran en su propia dimensión. Los dos están siendo manipulados por el Doctor Strange. Los seres sin mentes se atacan de forma alternativa y adoran a los dos protagonistas, confundiendo evidentemente, la luz de un palo de luz de algún tipo de poder mágico, y reverenciar a quien quiera que parecía estar emanando. Deadpool y Bob terminan causando la muerte de varios seres sin mente como un sacrificio necesario para cerrar una catástrofe mágica amenazando a vidas inocentes.

### Capitán Britania y MI13
Plokta, un Duque del infierno, decidió conquistar el mundo de forma exponencial a partir de un bloque de pisos en Birmingham. Se utiliza la energía mágica recopilada de las personas capturadas dentro de sus habitaciones para crear un ejército de seres sin mentes, pero finalmente fue detenido por el Capitán Gran Bretaña y MI13. Plokta se reveló como el creador original de los seres sin mente, responsable de los mismos dentro de la jerarquía del infierno.

### Nova
También se hace referencia aquí como esclavos de neutrones. Fueron utilizados para extraer estrellas de neutrones y muchos otros sitios de gravedad ultra-densos. Se rebelaron contra sus amos de esclavos y comenzó la fabricación de un medicamento llamado "Krush" de la superficie de estrellas de neutrones. Son miembros de los Black Hole Sons y parece que son dirigidos por un ser llamado The Mind, que se lleva a cabo actualmente preso en una nave del Cuerpo Nova.
Los Sin Mente se utilizan cuando Dormammu invade el reino del Limbo, un área usualmente gobernada por Magik.

### El pecado original
Durante la historia, un ser sin mente fue destruyendo Nueva York y golpeando a la Mole alrededor. Spider-Man aparece para darle una mano. Spider-Man reconoce el ser sin mente y se da cuenta de que no se supone que son telepática. El despreocupado Uno grita en agonía sobre las cosas que se ve y las cosas que ha hecho. Lo da cuenta de que está manejando el Nulificador Supremo y trata de hablar sin sentido del Uno menos. Sin embargo, no funciona y el sin sentido dispara a sí mismo con ella. En ese momento, Nick Fury y Los Vengadores llegan. El Capitán América quiere que el Nulificador Supremo deja solo hasta que se contenga y Fury declara la zona de batalla una escena del crimen. En otra parte, un grupo de villanos cuenta de los otros sin mente están evolucionando.
Más tarde, el Doctor Strange se encontró con un Sin Mente conocido como el Consciente, que alguna vez fue un sirviente de Isaac Newton que mejoró a este Sin Mente para que lo sirviera. Después de algunas aventuras, el Consciente se mudaría con el Doctor Strange.
El Consciente y varios Sin-mente conscientes son vistos ayudando en una academia de enseñanza mística dirigida por el Doctor Strange. El Consciente era el Residente del Dormitorio y el Chef allí.Además, el Consciente ayudó a Wong a enseñar una materia llamada Economía del Sanctum.

## Poderes y Habilidades
Son capaces de disparar la energía del agujero que compone sus caras. Son sobrehumanamente fuertes y resistentes a las lesiones, aunque sus niveles de potencia exactos varían de la apariencia a la apariencia.

## Otros medios

### Películas
- En la película de Doctor Strange, estas criaturas tienden a ser los seres del multiverso que absorbe el demonio interdimensional Dormammu a su Dimensión Oscura, condenándolos a servirle sin libre albedrío eternamente. Cuándo el Doctor Strange negocia con Dormammu para dejar la Tierra en paz, se lleva a la Dimensión Oscura a los restantes miembros de la secta que le adoraba y los convierten en unos de esos seres.

### Televisión
- Los Seres sin Mente aparecen en The Super Hero Squad Show episodio "Enter Dormammu." Son convocados por Dormammu después de que se libera de la dimensión oscura. También aparecen en otro episodio como antagonistas en un juego de vídeo que se está reproduciendo por Wong y el Doctor Strange.
- Los Seres sin Mente aparecen en Hulk and the Agents of S.M.A.S.H.:[20]
  - En la primera temporada, episodio 20 "Extraños en una Tierra Extraña", cuando Dormammu y su ejército de Seres sin Mentes intentaron romper la barrera entre la Tierra y la Dimensión Oscura. Atrapó al Doctor Strange, pero perdió en una batalla entre él y el Doctor Strange, A-Bomb y Hulk. En cambio, se escondió en el amuleto de Doctor Strange y escapó al mundo real, pero fue derrotado por los Agentes de S.M.A.S.H., la casa y Doctor Strange. Dormammu es considerado uno de los enemigos más duros de Doctor Strange.[21]
  - En la segunda temporada, episodio 9, "Comandos Hulkeadores", después de una pelea entre los Agentes de S.M.A.S.H y los Comandos Aulladores de Nick Fury en la noche de Halloween, Dormammu envía a los Seres sin Mente para irrumpir en la dimensión de la Tierra y convertir a toda la humanidad en Seres.[22]
- Los Seres sin Mente aparecen en la tercera temporada de Ultimate Spider-Man, episodio 4 "Capa y Daga".[23] Dormammu ha estado utilizando a Capa para servir como puerta de entrada para los Sin Mentes de invadir la Tierra.
- Los Seres sin Mente aparecen en la serie de Avengers Assemble:[24]
  - En la segunda temporada, episodio 12, "Widow escapa", es debido al efecto de que las Gemas del Infinito tienen en realidad, los seres sin mente surgieron desde el portal a la dimensión oscura con Dormammu haciendo que los Vengadores y el Doctor Strange de luchar contra ellos. Ellos son enviados de vuelta a la dimensión oscura por Black Widow usando los poderes de las Gemas del Infinito. Más tarde vuelven a aparecer en el episodio "El Chico Nuevo", al mando de Red Skull, que hizo un pacto con Dormammu para defenderse de la furia de Thanos.
  - En la cuarta temporada, episodio 25, "Todo Llega a su Fin", Loki siendo el Hechicero Supremo, invoca a los Seres sin Mente en apoderarse de la Tierra, en la lucha contra los Vengadores y Nuevos Vengadores.

### Videojuegos
- Los Seres sin Mente aparecen como enemigos del juego de Facebook, Marvel: Avengers Alliance. Aparecen por primera vez en el Capítulo 2: El Efecto Iso, Misión Tres: Paso a las Sombras, como uno de los equipos que el jugador puede vencer para enfrentar a Bullseye. Sin embargo, no es necesario para derrotarlos, a menos que el jugador tenga como objetivo desbloquear al jefe épico de esa área, Elektra. Aparecen en el Capítulo 7: Misión Cinco, Capítulo 9: Misión Seis, Capítulo 10: Misión Cuatro y Operación Especial 4: Misión Dos.